# FK Baník Sokolov 1948
FK Baník Sokolov 1948 is een Tsjechische voetbalclub uit Sokolov. De club is in 1948 opgericht. In het seizoen 2022/23 komt FK Baník Sokolov uit op het op twee na hoogste niveau in Tsjechië, de ČFL - groep A.

## Naansveranderingen
- 1948 – SK HDB Falknov nad Ohří (Sportovní klub Hnědouhelných dolů a briketáren Falknov nad Ohří)
- 1948 – ZTS Sokol HDB Sokolov
- 1951 – ZSJ Sokol HDB Sokolov (Základní sportovní jednota Sokol Hnědouhelné doly a briketárny Sokolov)
- 1953 – DSO Baník Sokolov (Dobrovolná sportovní organisace Baník Sokolov)
- 1962 – TJ Baník Sokolov (Tělovýchovná jednota Baník Sokolov)
- 1992 – FK Baník Sokolov (Fotbalový klub Baník Sokolov)
- 2020 – FK Baník Sokolov 1948 (Fotbalový klub Baník Sokolov 1948)

## Verbonden aan FK Baník Sokolov 1948

### Bekende (oud-)trainers
- Radoslav Látal

### Bekende (oud-)spelers
- Vladimír Darida
- Patrik Hrošovský
- Petr Jiráček
- Michael Krmenčík
- Vojtěch Machek
- Lukáš Provod